# D 550 (Türkei)
Die Straße D 550 (Devlet yolu 550) ist eine 740 km lange Straße in der Türkei. Sie ist die westlichste der Nord-Süd-Hauptachsen des Lands und führt von Havsa bei Edirne, wo sie von der D 100 abzweigt, nach Süden. Sie folgt weitgehend der Ostküste der Ägäis und endet südlich von Muğla in Gökova, wo sie auf die Straße D 400 trifft. Dabei berührt sie auch die großen West-Ost-Achsen D 200 und D 300 und kreuzt die Europastraße 90 (D 110).

## Verlauf

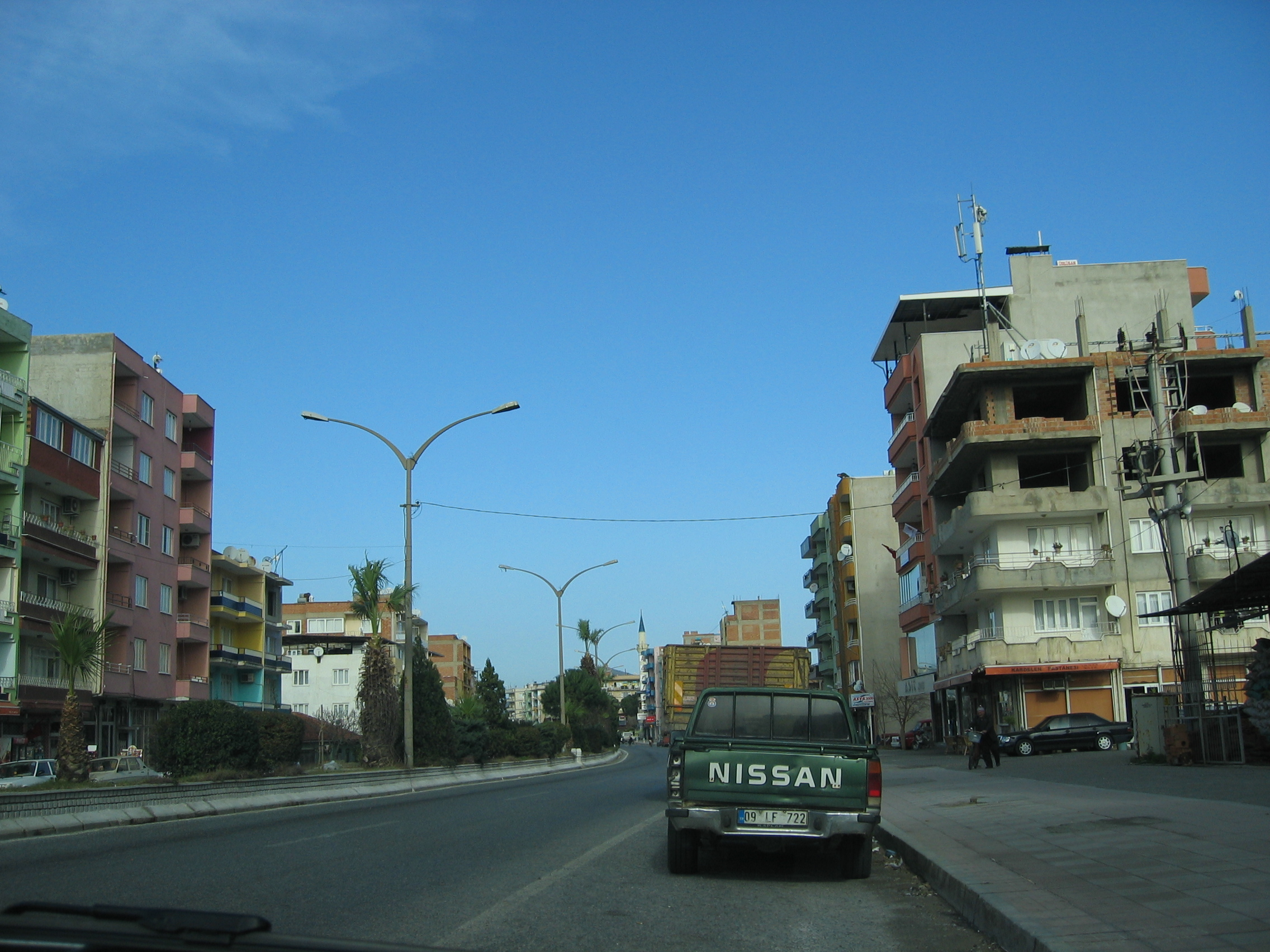
Çine (2009)

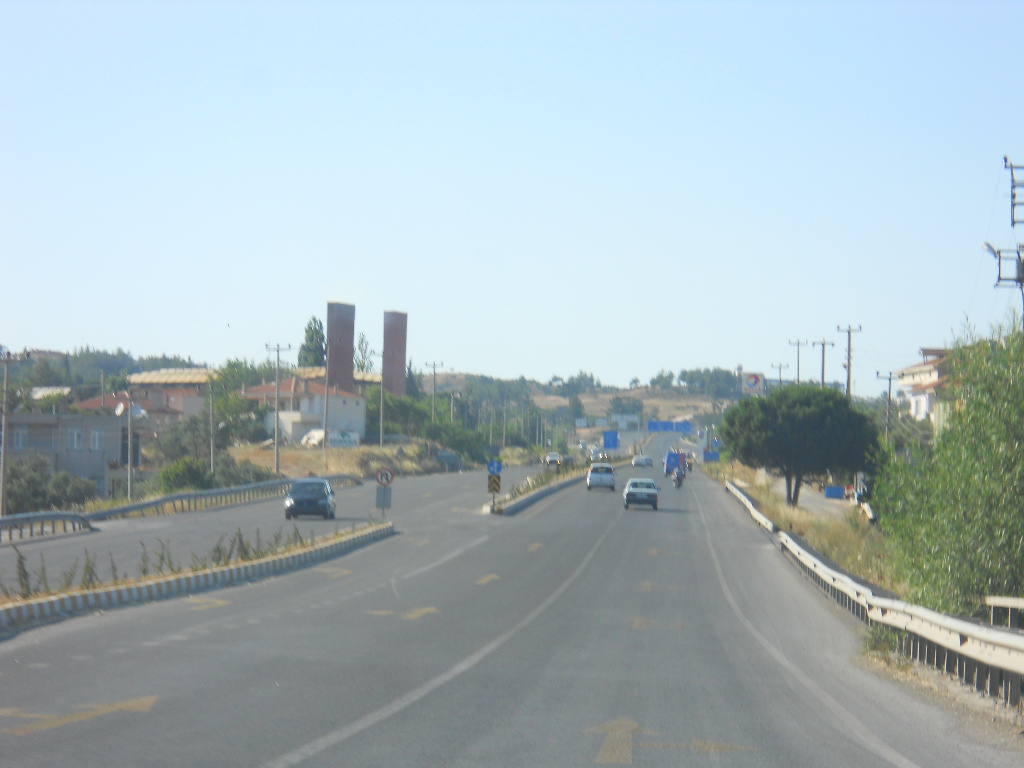
Die D 550 zwischen Muğla und Aydın

Die Straße beginnt im Norden an der D 100 (auch Anschluss an die Autobahn Otoyol 3) und führt in südlicher Richtung, zugleich als Europastraße 87, durch die europäische Türkei (Ostthrakien) über Uzunköprü und Keşan (Kreuzung mit der E 90) nach Gelibolu (hier die 2022 eröffnete Çanakkale-1915-Brücke an der streckenweise parallel zur D 550 verlaufenden Autobahn Otoyol 6). Sie setzt sich nach Eceabat auf der europäischen Seiten der Dardanellen fort. Von hier verbindet eine Fähre mit dem auf der asiatischen Seite gelegenen Çanakkale, wo die West-Ost-Verbindung der D 200 ihren Ausgang nimmt. Die D 550 setzt sich nach Süden an der antiken Stadt Troja vorbei über Ayvacık fort und trifft in Küçükkuyu wieder auf das Meer, das hier den Golf von Edremit (Edremit Körfezi) bildet. Sie folgt dessen Nordufer nach Edremit und führt dann parallel zum Südwestufer nach Ayvalık und weiter küstennah nach Dikili. Dort wendet sie sich in das Hinterland bis an den Stadtrand von Bergama, dem antiken Pergamon. Dort knickt die Straße scharf ab und führt über Menemen nach Izmir. In dieser Stadt trifft sie auf den Ausgangspunkt der West-Ost-Achse D 300.
Von Izmir führt die D 550, weitgehend parallel zur Autobahn Otoyol 31, nach Süden durch Selçuk (in der Nähe die Ausgrabungsstätte von Ephesos/Efes). Im nunmehr west-östlichem Verlauf wird die Provinzhauptstadt Aydın erreicht, wo die Straße D 320 dem Tal des Großen Mäander (Büyük Menderes) nach Osten folgend abzweigt. Die D 550 setzt sich nach Südosten fort, führt über Çine und über den niedrigen Pass Gökbel Geçidi nach Yatağan und in die Provinzhauptstadt Muğla. Von dort sind es noch 26 km bis zum Ende der Straße an der D 400.